# Rafko Valenčič
Rafko (Rafael) Valenčič, slovenski teolog, rimskokatoliški duhovnik in univerzitetni učitelj, * 12. oktober 1937, Mereče.

## Življenjepis
Oče mu je bil kmet Franc, mati mu je bila Ana (roj. Gustinčič), kmetica.
Leta 1963 je diplomiral na Teološki fakulteti v Ljubljani, pri čemer je že eno leto prej, 1962, prejel duhovniško posvečenje. Leta 1968 je opravil doktorat iz moralne in pastoralne teologije na Alfonziani v Rimu. Vmes je študiral še cerkveno glasbo in sociologijo religije.
Med letoma 1968 in 2000 je bil predavatelj pastoralne teologije, moralne teologije in pastorialne sociologije na Teološki fakulteti v Ljubljani. V letih 1986−1990 je bil tudi dekan fakultete.